# تشارلز إتيان بونيفاس
تشارلز إتيان بونيفاس (بالإنجليزية: Charles Etienne Boniface)‏ هو محامي وصحفي وكاتب وشاعر جنوب أفريقي، ولد في 2 فبراير 1787 في باريس في فرنسا، وتوفي في 10 ديسمبر 1853 في ديربان في جنوب أفريقيا.